# Germán List Arzubide
Germán List Arzubide, född 31 maj 1898 i Puebla, Mexiko, död 17 oktober 1998, var en mexikansk poet (avantgardist) som bland annat skildrade den mexikanska revolutionen. List Arzubide, som stod på den revolutionära sidan, var mycket populär under revolutionen, men har blivit relativt bortglömd sedan dess. Många av hans dikter besjöng och prisade ledarna i revolutionen, bland annat Emiliano Zapata.
Utöver sin litterära karriär var han även lärare, folkbildare, och dramatiker till radio för skolbarn. Bland annat ska han ha introducerat marionetteatern som pedagogiskt hjälpmedel. List Arzubide omnämns i De vilda detektiverna av Roberto Bolaño.